# Pseudocercosporella helenii
Pseudocercosporella helenii är en svampart som beskrevs av U. Braun & C.F. Hill 2003. Pseudocercosporella helenii ingår i släktet Pseudocercosporella och familjen Mycosphaerellaceae.   Inga underarter finns listade i Catalogue of Life.